# Arnoliseus calcarifer
Arnoliseus calcarifer är en spindelart som först beskrevs av Eugène Simon 1902. 
Arnoliseus calcarifer ingår i släktet Arnoliseus och familjen hoppspindlar. Inga underarter finns listade i Catalogue of Life.